# كيث واشنطن (لاعب كرة قدم أمريكية)
كيث واشنطن (بالإنجليزية: Keith Washington)‏ هو لاعب كرة قدم أمريكية أمريكي، ولد في 18 ديسمبر 1972 في دالاس في الولايات المتحدة.

## وصلات خارجية
- كيث واشنطن على موقع مرجع كرة القدم المحترفة.كوم (الإنجليزية)